# Аужефт (департамент)
Аужефт (араб. أوجفت) — департамент области Адрар (Мавритания). Административный центр — Аужефт.

## Административное деление
Департамент Аужефт делится на 4 коммуны:
- Аужефт
- Маеден
- Н'Тергуент
- Эль-Медах